# 蒙加亚尔 (洛特-加龙省)
蒙加亚尔（法語：Mongaillard，法語發音：[mɔ̃ɡajaʁ]）是法国洛特-加龙省的一个市镇，属于内拉克区。

## 地理
蒙加亚尔（44°12'25"N, 0°17'37"E）面积8.53 平方千米，位于法国新阿基坦大区洛特-加龍省，该省份为法国西南部内陆省份，北起多爾多涅省，西接吉倫特省和朗德省，南至热尔省，东临塔恩-加龙省和洛特省。
与蒙加亚尔接壤的市镇（或旧市镇、城区）包括：巴伊斯河畔比泽、拉瓦达克、维亚讷、桑特拉耶。

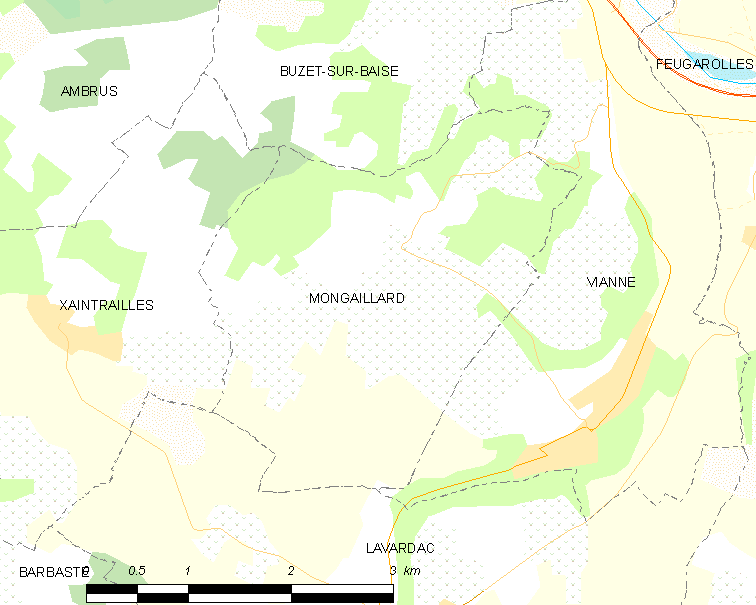
的OSM定位图

蒙加亚尔的时区为UTC+01:00、UTC+02:00（夏令时）。

## 行政
蒙加亚尔的邮政编码为47230，INSEE市镇编码为47176。

## 政治
蒙加亚尔所属的省级选区为拉瓦达克县。

## 人口

1962-2008年间人口变化图示

蒙加亚尔于2022年1月1日时的人口数量为167人。